# Hvergelmir
A la mitologia nòrdica, Hvergelmir (en nòrdic antic "font que bull amb bombolles") és una important font. Hvergelmir es documenta a la Edda poètica, compilada al segle xiii a partir de fonts tradicionals anteriors, i la Edda prosaica, escrita al segle xiii per Snorri Sturluson. A Edda poètica, Hvergelmir s'esmenta en una sola estrofa, que detalla que és el lloc on flueix el líquid de les banyes del cérvol Eikþyrnir, i que la font és "on totes les aigües tenen el seu origen", així és la font de nombrosos rius. A la Edda prosaica es repeteix aquesta informació i afegeix que la deu es troba a Niflheim, que és un dels tres llacs principals en les arrels principals de l'arbre còsmic Yggdrasil (els altres dos són Urðarbrunnr i Mímisbrunnr), i que dins de llac hi ha una gran quantitat de serps i el drac Níðhöggr.

## Els documents
Hvergelmir es documenta en les següents obres:

### Edda poètica
Hvergelmir té una menció a l'Edda poètica, que es troba en el poema Grímnismál:
| Eikþyrnir el cor se li diu, el que està per sobre la sala d'Odín, I mossega de les branques de Lærad; De les banyes cauen gotes a Hvergelmir, On totes les aigües tenen l'origen: |

Aquesta estrofa és seguida de tres estrofes que consisteixen principalment en els noms dels 42 rius. Alguns d'aquests rius porten a les sales dels déus (per exemple, Gomul i Geirvimul), mentre que almenys dos (Gjöll i Leipt), arriben a Helheim

### Edda prosaica
Hvergelmir s'esmenta diverses vegades a la Edda prosaica. A Gylfaginning, el Quasi-com-l'Alt explica que la font Hvergelmir es troba al regne boirós Niflheim: "Va ser molt abans de la creació de la terra quan Niflheim es va fer, i enmig d'ell es troba una deu anomenada Hvergelmir, i d'ella flueixen els rius anomenats Svol, Gunnthra, Fiorm, Fimbulthul, Slidr i Hrid, Sylg i Ylg, Vinya, Leiptr; Gioll està al costat de les portes de l'infern".
Més tard, a Gylfaginning, Quasi-com-l'Alt descriu l'arbre Yggdrasil. Quasi-com-l'Alt diu que les tres arrels de l'arbre el recolzen i "s'estenen molt, molt lluny" i que la tercera d'aquestes tres arrels s'estén sobre Niflheim. A sota d'aquesta arrel, diu Quasi-com-l'Alt, hi ha la deu Hvergelmir, i que la base de l'arrel és mossegada pel drac Níðhöggr. A més, l'Alt diu que Hvergelmir conté no només Níðhöggr, sinó també tantes serps que "cap llengua pot enumerar".
La font és esmentada per tercera vegada al Gylfaginning quan l'Alt relata el seu origen: el cérvol Eikþyrnir es troba a la part superior de la sala per sobre del Valhalla menjant les branques d'Yggdrasil, i de l'astes del cérvol degoteixen grans quantitats de líquid cap avall al Hvergelmir. L'Alt recompte 26 rius aquí.
Hvergelmir s'esmenta per última vegada a Edda prosaica quan el Tercer analitza les coses desagradables de Náströnd. Tercer assenyala que Hvergelmir és encara pitjor que el Náströnd ple de verí, perquè "Allà Níðhöggr turmenta els cossos dels morts".